# Spermophorides esperanza
Spermophorides esperanza là một loài nhện trong họ Pholcidae. Loài này có ở quần đảo Canaria.